# Liste des consuls romains du Haut-Empire
Cette liste des consuls de l'Empire romain s'étend de 30 av. J.-C. jusqu'à la mort de Commode en 192 ap. J.-C.
Les consuls ordinaires qui entrent en charge au début de l'année sont des magistrats éponymes : on indique la date en donnant leurs noms. Si la liste des consuls ordinaires est connue intégralement, c'est loin d'être le cas pour celle des consuls suffects, ceux qui entrent en charge en cours d'année. Certains documents utilisent cependant le nom des consuls suffects pour indiquer la date, c'est le cas notamment des diplômes militaires des troupes auxiliaires.
- Pour les consuls de la République : Liste des consuls de la République romaine.
- Pour les consuls à partir des Sévères : Liste des consuls romains du Bas-Empire.

## Liste

### Iersiècleav. J.-C.
| An    | Consuls (éponymes ou ordinaires sur la première ligne, suffects sur la deuxième) | Consuls (éponymes ou ordinaires sur la première ligne, suffects sur la deuxième) |  |
| 30    | Imperator Caesar Augustus IV (janv. - déc.)                                      | Marcus Licinius Crassus (janv. - juin)                                           |  |
| Suff. |                                                                                  | Caius Antistius Vetus (juil. - août)                                             |  |
| Suff. |                                                                                  | Marcus Tullius Cicero Minor (sept. - ?)                                          |  |
| Suff. |                                                                                  | Lucius Saenius                                                                   |  |
| 29    | Imperator Caesar Augustus V                                                      | Sextus Appuleius                                                                 |  |
| Suff. |                                                                                  | Potitus Valerius Messalla                                                        |  |
| 28    | Imperator Caesar Augustus VI                                                     | Marcus Vipsanius Agrippa II                                                      |  |
| 27    | Imperator Caesar Augustus VII                                                    | Marcus Vipsanius Agrippa III                                                     |  |
| 26    | Imperator Caesar Augustus VIII                                                   | Titus Statilius Taurus II                                                        |  |
| 25    | Imperator Caesar Augustus IX                                                     | Marcus Iunius Silanus                                                            |  |
| 24    | Imperator Caesar Augustus X                                                      | Caius Norbanus Flaccus                                                           |  |
| 23    | Imperator Caesar Augustus XI (janv. - juin)                                      | Cnaeus Calpurnius Piso                                                           |  |
| Suff. | Lucius Sestius Albanianus Quirinalis (juil. - déc.)                              |                                                                                  |  |
| 22    | Marcus Claudius Marcellus Aeserninus                                             | Lucius Arruntius l'ancien                                                        |  |
| 21    | Marcus Lollius                                                                   | Quintus Aemilius Lepidus                                                         |  |
| 20    | Marcus Appuleius                                                                 | Publius Silius Nerva                                                             |  |
| 19    | Caius Sentius Saturninus*                                                        | Quintus Lucretius Vespillo                                                       |  |
| Suff. | Marcus Vinicius                                                                  |                                                                                  |  |
| 18    | Publius Cornelius Lentulus Marcellinus                                           | Cnaeus Cornelius Lentulus                                                        |  |
| 17    | Caius Furnius                                                                    | Caius Iunius Silanus                                                             |  |
| 16    | Lucius Domitius Ahenobarbus                                                      | Publius Cornelius Scipio*                                                        |  |
| Suff. |                                                                                  | Lucius Tarius Rufus                                                              |  |
| 15    | Marcus Livius Drusus Libo                                                        | Lucius Calpurnius Piso Frugi                                                     |  |
| 14    | Marcus Licinius Crassus Frugi                                                    | Cnaeus Cornelius Lentulus Augur                                                  |  |
| 13    | Tiberius Claudius Nero I                                                         | Publius Quinctilius Varus                                                        |  |
| 12    | Marcus Valerius Messalla Appianus* (janv. - mars)                                | Publius Sulpicius Quirinius (janv. - août)                                       |  |
| Suff. | Caius Valgius Rufus (mars - août)                                                |                                                                                  |  |
| Suff. | Caius Caninius Rebilus (sept. - déc.)                                            | Lucius Volusius Saturninus (sept. déc.)                                          |  |
| 11    | Quintus Aelius Tubero                                                            | Paullus Fabius Maximus                                                           |  |
| 10    | Africanus Fabius Maximus                                                         | Iullus Antonius                                                                  |  |
| 9     | Nero Claudius Drusus                                                             | Titus Quinctius Crispinus Sulpicianus                                            |  |
| 8     | Gaius Marcius Censorinus                                                         | Gaius Asinius Gallus                                                             |  |
| 7     | Tiberius Claudius Nero II                                                        | Gnaeus Calpurnius Piso                                                           |  |
| 6     | Decimus Laelius Balbus                                                           | Caius Antistius Vetus                                                            |  |
| 5     | Imperator Caesar Augustus XII                                                    | Lucius Cornelius Sulla                                                           |  |
| Suff. | Quintus Haterius (avril? - ?)                                                    | Lucius Vinicius (avril? - ?)                                                     |  |
| Suff. |                                                                                  | Caius Sulpicius Galba (août - ?)                                                 |  |
| 4     | Caius Calvisius Sabinus                                                          | Lucius Passienus Rufus                                                           |  |
| Suff. | Caius Caelius (Rufus?) (juil. - ?)                                               | Servius Sulpicius Galus (juil. - ?)                                              |  |
| 3     | Lucius Cornelius Lentulus                                                        | Marcus Valerius Messalla Messallinus                                             |  |
| 2     | Imperator Caesar Augustus XIII*                                                  | Marcus Plautius Silvanus**                                                       |  |
| Suff. | Caius Fufius Geminus (? - sept. - ?)                                             | Lucius Caninius Gallus (juil.?)                                                  |  |
| Suff. | Quintus Fabricius (déc.)                                                         |                                                                                  |  |
| 1     | Cossus Cornelius Lentulus                                                        | Lucius Calpurnius Piso                                                           |  |
| Suff. | Aulus Plautius                                                                   | Aulus Caecina Severus                                                            |  |
|       |                                                                                  |                                                                                  |  |

### Iersiècle
| An    | Consuls (éponymes ou ordinaires sur la première ligne, suffects sur la deuxième)                                                                               | Consuls (éponymes ou ordinaires sur la première ligne, suffects sur la deuxième)                                                                               |
| 1     | Caius Iulius Caesar (janv. - déc.) | Lucius Aemilius Paullus (janv. - juin) |
| Suff. | | Marcus Herennius Picens (juil. - déc.) |
| 2     | Publius Vinicius (janv. - juin) | Publius Alfenus Varus (janv. - juin) |
| Suff. | Publius Cornelius Lentulus Scipio (juil. - déc.) | Titus Quinctius Crispinus Valerianus (juil. - déc.) |
| 3     | Lucius Aelius Lamia (janv. - juin) | Marcus Servilius (janv. - juin) |
| Suff. | Publius Silius (juil. - déc) | Lucius Volusius Saturninus (juil. - déc.) |
| 4     | Sextus Aelius Catus (janv. - juin) | Caius Sentius Saturninus (janv. - juin) |
| Suff. | Cnaeus Sentius Saturninus (juil. - déc) | Caius Clodius Licinus (juil. - déc) |
| 5     | Lucius Valerius Messalla Volesus (janv. - juin) | Gnaeus Cornelius Cinna Magnus (janv. - juin) |
| Suff. | Caius Vibius Postumus (juil. - déc.) | Caius Ateius Capito (juil. - déc.) |
| 6     | Marcus Aemilius Lepidus | Lucius Arruntius (janv. - juin) |
| Suff. | | Lucius Nonius Asprenas (juil. - déc.) |
| 7     | Quintus Caecilius Metellus Creticus Silanus | Aulus Licinius Nerva Silianus |
| Suff. | | Lucilius Longus |
| 8     | Marcus Furius Camillus (janv. - juin) | Sextus Nonius Quinctilianus (janv. - juin) |
| Suff. | Lucius Apronius (juil. - déc.) | Aulus Vibius Habitus (juil. - déc.) |
| 9     | Caius Poppeus Sabinus (janv. - juin) | Quintus Sulpicius Camerinus (janv. - juin) |
| Suff. | Marcus Papius Mutilus (juil. - déc.) | Quintus Poppaeus Secundus (juil. - déc.) |
| 10    | Publius Cornelius Dolabella (janv. - juin) | Caius Iunius Silanus (janv. - juin) |
| Suff. | Servius Cornelius Lentulus Maluginensis (juil. - déc.) | Quintus Iunius Blaesus (juil. - déc.) |
| 11    | Manius Aemilius Lepidus (janv. - juin) | Titus Statilius Taurus |
| Suff. | Lucius Cassius Longinus (juil. - déc.) | |
| 12    | Germanicus Iulius Caesar I (Janv.- Déc.) | Caius Fonteius Capito (Janv.- Juin) |
| Suff. | | Caius Visellius Varro (Juil.- Déc.) |
| 13    | Caius Silius | Lucius Munatius Plancus |
| Suff. | Caius Caecina Largus | |
| 14    | Sextus Pompeius | Sextus Appuleius |
| 15    | Julius Caesar Drusus I (janv. - déc.) | Caius Norbanus Flaccus (janv. - juin) |
| Suff. | | Marcus Iunius Silanus (juil. - déc.) |
| 16    | Sisenna Statilius Taurus (Janv.-Juin) | Lucius Scribonius Libo (Janv.-Juin) |
| Suff. | Caius Vibius Rufus (Juil.- Déc.) | Publius Pomponius Graecinus (Juil.-Déc.) |
| 17    | Lucius Pomponius Flaccus | Caius Caelius Rufus |
| Suff. | Caius Vibius Marsus | Lucius Voluseius Proculus |
| 18    | Tiberius Caesar Augustus III (janv.) | Germanicus Iulius Caesar II (janv. - avr.) |
| Suff. | Lucius Seius Tubero (févr. - juil.) | Livineius Regulus (29 avril - juil.) |
| Suff. | Caius Rubellius Blandus (août - déc.) | Marcus Vipstanus Gallus (août - déc.) |
| 19    | Marcus Iunius Silanus Torquatus (janv. - déc.) | Lucius Norbanus Balbus (janv. - avr.) |
| Suff. | | Publius Petronius (mai - déc.) |
| 20    | Marcus Valerius Messalla | Marcus Aurelius Cotta Maximus Messallinus |
| 21    | Tiberius Caesar Augustus IV | Julius Caesar Drusus II |
| Suff. | Mamercus Aemilius Scaurus | Cnaeus Tremelius |
| 22    | Decimus Haterius Agrippa | Caius Sulpicius Galba |
| Suff. | Marcus Cocceius Nerva (ou en 21) et Caius Vibius Rufinus (ou en 21)                                                                                            | Marcus Cocceius Nerva (ou en 21) et Caius Vibius Rufinus (ou en 21)                                                                                            |
| 23    | Caius Asinius Pollio | Caius Antistius Vetus* |
| Suff. | | Caius Stertinius Maximus |
| 24    | Servius Cornelius Cethegus (janv. - juin) | Lucius Visellius Varro (janv. - juin) |
| Suff. | Caius Calpurnius Aviola (juil. – déc.) | Publius Cornelius Lentulus Scipio (juil. – déc.) |
| 25    | Cossus Cornelius Lentulus (janv. - août) | Marcus Asinius Agrippa (janv. - déc.) |
| Suff. | Caius Petronius (sept. – déc.) | |
| 26    | Cnaeus Cornelius Lentulus Gaetulicus | Caius Calvisius Sabinus |
| Suff. | Quintus Iunius Blaesus | Caius Vellaeus Tutor |
| 27    | Lucius Calpurnius Piso | Marcus Licinius Crassus Frugi |
| Suff. | Publius Cornelius Lentulus | Caius Sallustius Crispus Passienus I |
| 28    | Caius Appius Iunius Silanus | Publius Silius Nerva |
| Suff. | Lucius Iunius Silanus | Caius Vellaeus Tutor |
| Suff. | Lucius Antistius Vetus, Quintus Sanquinius Maximus I (?) | |
| 29    | Caius Fufius Geminus (janv. - juin) | Lucius Rubellius Geminus (janv. - juin) |
| Suff. | Aulus Plautius (juil. - déc.) | Lucius Nonius Asprenas (juil. - déc.) |
| 30    | Marcus Vinicius I (janv. - juin) | Lucius Cassius Longinus (janv. - juin) |
| Suff. | Caius Cassius Longinus (juil. - déc.) | Lucius Naevius Surdinus (juil. - déc.) |
| 31    | Tiberius Caesar Augustus V (janv. - 9 mai) | Lucius Aelius Sejanus (janv. - 9 mai) |
| Suff. | Faustus Cornelius Sulla (9 mai - sept.) | Sextus Teidius Valerius Catullus (9 mai - juin) |
| Suff. | Faustus Cornelius Sulla (9 mai - sept.) | Lucius Fulcinius Trio (juil. - déc.) |
| Suff. | Publius Memmius Regulus (oct. - déc.) | |
| 32    | Gnaeus Domitius Ahenobarbus (janv. - déc.) | Lucius Arruntius Camillus Scribonianus (janv. - juin) |
| Suff. | | Aulus Vitellius (juil. - déc.) |
| 33    | Servius Sulpicius Galba I (janv. - juin) | Lucius Cornelius Sulla Felix (janv. - juin) |
| Suff. | Lucius Salvius Otho (juil. – déc.) | Caius Octavius Laenas (juil. - déc.) |
| 34    | Paullus Fabius Persicus (janv. - juin) | Lucius Vitellius I (janv. - juin) |
| Suff. | Quintus Marcius Barea Soranus (juil. – déc.) | Titus Rustius Nummius Gallus (juil. - déc.) |
| 35    | Gaius Cestius Gallus (janv. - juin) | Marcus Servilius Nonianus (janv. - juin) |
| Suff. | Decimus Valerius Asiaticus I (juil. – déc.) | Aulus Gabinius Secundus (juil. - déc.) |
| 36    | Sextus Papinius Allenius (janv. - juin) | Quintus Plautius (janv. - juin) |
| Suff. | Caius Vettius Rufus (juil. – déc.) | Marcus Porcius Cato (juil. - déc.) |
| 37    | Cnaeus Acerronius Proculus (janv. - juin) | Caius Petronius Pontius Nigrinus (janv. - juin) |
| Suff. | Caius Caesar Augustus I (juil. - août) | Tiberius Claudius Nero Germanicus I (juil. - août) |
| Suff. | Aulus Caecina Paetus (sept. - déc.) | Caius Caninius Rebilus (sept. - déc.) |
| 38    | Marcus Aquila Iulianus (janv. - juin) | Asprenas Calpurnius Serranus (janv. - juin) |
| Suff. | Servius Asinius Celer (juil. - déc.) | Sextus Nonius Quintilianus (juil. - déc.) |
| 39    | Caius Caesar Augustus II (janv.) | Lucius Apronius Caesianus (janv. - ?) |
| Suff. | Quintus Sanquinius Maximus II (févr. - juin?) | |
| Suff. | Cnaeus Domitius Corbulo (juil. - sept.) | (inconnue) (juil.) |
| Suff. | Cnaeus Domitius Afer (2 sept. - déc.) | Aulus Didius Gallus (2 sept. - déc.) |
| 40    | Caius Caesar Augustus III (1er- 14 janv.) | (inconnu) (décédé avant son entrée en charge) |
| Suff. | Caius Laecanius Bassus (15 Janv. - déc.) | Quintus Terentius Culleo (15 janv. - déc.) |
| 41    | Caius Caesar Augustus IV (1er - 13 janv.) | Cnaeus Sentius Saturninus (janv. - juin) |
| Suff. | Quintus Pomponius Secundus (14 janv. - juin) | |
| Suff. | (inconnu) (juil. - août) | (inconnu) (juil. - août) |
| Suff. | Quintus Futius Lusius Saturninus (sept. - oct.) | Marcus Seius Varanus (sept. - oct.) |
| Suff. | Quintus Ostorius Scapula (nov. - déc.) | Publius Suillius Rufus (nov. - déc.) |
| 42    | Tiberius Claudius Caesar Augustus II (janv. - févr.) | Caius Caecina Largus (janv. - déc.) |
| Suff. | Caius Cestius Gallus (mars - août) | |
| Suff. | Cornelius Lupus (sept.? - déc.) | |
| 43    | Tiberius Claudius Caesar Augustus III (janv. - févr.) | Lucius Vitellius II (janv. - févr.) |
| Suff. | Sextus Palpellius Hister (mars - juil.) | Lucius Pedanius Secundus (mars - juil.) |
| Suff. | Aulus Gabinius Secundus (août? - sept.) | (inconnue) |
| Suff. | Quintus Curtius Rufus (oct. - déc.) | Spurius Oppius (oct. - déc.) |
| 44    | Titus Statilius Taurus (janv. - juin) | Caius Sallustius Crispus Passienus II (janv. - févr.) |
| Suff. | | Publius Calvisius Sabinus Pomponius Secundus (mars - juin) |
| Suff. | Titus Axius (juil. - déc.)? | Titus Mussidius Pollianus (juil. - déc.)? |
| 45    | Marcus Vinicius II (janv. - févr.) | Titus Statilius Taurus Corvinus (janv. - juin) |
| Suff. | Tiberius Plautius Silvanus Aelianus (mars - juin) | |
| Suff. | Marcus Pompeius Silvanus Staberius Flavinus (juil.? - nov.?)                                                                                                   | Marcus Antonius Rufus (juil.? - nov.?) |
| Suff. | Publius Fabius Firmanus (déc?)? | Lucius Tampius Flavianus (déc.?)? |
| 46    | Decimus Valerius Asiaticus II (janv. - févr.) | Marcus Iunius Silanus (janv. - déc.) |
| Suff. | Caius Antistius Vetus I (mars) | |
| Suff. | Quintus Sulpicius Camerinus (mars - juin) | |
| Suff. | Decimus Laelius Balbus (juil. - août) | |
| Suff. | Caius Terentius Tullius Geminus (sept. - déc.) | |
| 47    | Tiberius Claudius Caesar Augustus IV (janv. - févr.) | Lucius Vitellius III (janv. - févr.) |
| Suff. | Caius Calpetanus Rantius Sedatus (mars - juin) | Marcus Hordeonius Flaccus (mars - juin) |
| Suff. | Cnaeus Hosidius Geta (juil. - déc.) | Titus Flavius Sabinus (juil. - août) |
| Suff. | Lucius Vagellius (sept. - oct.) | |
| Suff. | Caius Volasenna Severus (nov. - déc.) | |
| 48    | Aulus Vitellius (janv. - juin) | Lucius Vipstanus Poplicola (janv. - juin) |
| Suff. | Lucius Vitellius (juil. - déc.) | Caius Vipstanus Messalla Gallus (juil. - déc.) |
| 49    | Caius Pompeius Longus Gallus (janv. - févr.) | Quintus Veranius (janv. - févr.) |
| Suff. | Lucius Mammius Pollio (mars - juin?) | Quintus Allius Maximus (mars - juin?) |
| 50    | Caius Antistius Vetus II (janv. - ?) | Marcus Suillius Nerullinus (janv. - ?) |
| Suff. | Quintus Futius (? - ?) | Publius Calvisius (? - ?) |
| 51    | Tiberius Claudius Caesar Augustus V (janv. - déc.) | Servius Cornelius Scipio (janv. - aout?) |
| Suff. | | Lucius Calventius Vetus Caius Carminius (sept.? - oct.) |
| Suff. | Titus Flavius Vespasianus I (nov. - déc.) | |
| 52    | Faustus Cornelius Sulla Felix (janv. - déc.) | Lucius Salvius Otho Titianus (janv. - juin?) |
| Suff. | | Quintus Marcius Barea Soranus (juil. - oct.?) |
| Suff. | Lucius Salvidienus Rufus Salvianus (nov.? - déc.) | |
| 53    | Decimus Iunius Silanus Torquatus (janv. - juin) | Quintus Haterius Antoninus (janv. - juin) |
| Suff. | Quintus Caecina Primus (sept.? - oct.?) | Publius Trebonius (sept.? - déc.?) |
| Suff. | Publius Calvisius Ruso (oct.? - déc.) | |
| 54    | Manius Acilius Aviola (janv. - ?) | Marcus Asinius Marcellus (janv. - ?) |
| Suff. | Marcus Iunius Silanus (juil.? - déc.?) | Aulus Pompeius Paulinus (juil.? - août?) |
| Suff. | Marcus Iunius Silanus (juil.? - déc.?) | Vellaeus Tutor (sept.? - déc.?) |
| Suff. | Publius Volasenna (? - ?) | |
| 55    | Nero Claudius Caesar Augustus I (janv. - févr.) | Lucius Antistius Vetus (janv. - avr.) |
| Suff. | Numerius Cestius (mars - avril) | |
| Suff. | Publius Cornelius Dolabella (mai - juin) | Lucius Annaeus Seneca (mai - oct.) |
| Suff. | Marcus Trebellius Maximus (juil. - août) | Lucius Annaeus Seneca (mai - oct.) |
| Suff. | Palfurius (sept. - oct.) | Lucius Annaeus Seneca (mai - oct.) |
| Suff. | Cnaeus Cornelius Lentulus Gaetulicus (nov. - déc.) | Titus Curtilius Mancia (nov. - déc.) |
| 56    | Quintus Volusius Saturninus (janv. - juin) | Publius Cornelius Lentulus Scipio (janv. - juin) |
| Suff. | Lucius Iunius Gallio Annaeanus (juil. - août) | Titus Cutius Ciltus (juil. - août) |
| Suff. | Publius Sulpicius Scribonius Rufus (sept. - oct.) | Publius Sulpicius Scribonius Proculus (sept. - oct.) |
| Suff. | Lucius Duvius Avitus (nov. - déc.) | Publius Clodius Thrasea Paetus (nov. - déc.) |
| 57    | Nero Claudius Caesar Augustus II (année entière ?) | Lucius Calpurnius Piso (janv. - juin) |
| Suff. | | Lucius Caesius Martialis (juil. - déc.) |
| 58    | Nero Claudius Caesar Augustus III (janv. - avr.) | Marcus Valerius Messalla Corvinus (janv. - juin) |
| Suff. | Caius Fonteius Agrippa (mai - juin) | |
| Suff. | Aulus Paconius Sabinus (juil. - déc.) | Aulus Petronius Lurco (juil. - déc.) |
| 59    | Caius Vipstanus Apronianus (janv. - juin) | Caius Fonteius Capito (janv. - juin) |
| Suff. | Titus Sextius Africanus (juil. - déc.) | Marcus Ostorius Scapula (juil. - déc.) |
| 60    | Nero Claudius Caesar Augustus IV (janv. - juin) | Cossus Cornelius Lentulus (janv. - juin) |
| Suff. | Caius Velleius Paterculus (juil. - déc.) | Marcus Malilius Vopiscus (juil. - déc.) |
| 61    | Publius Petronius Turpilianus (janv. - juin ?) | Lucius Iunius Caesennius Paetus (janv. - juin ?) |
| Suff. | Lucius Velleius Paterculus (juil. - déc.?) | Cnaeus Pedanius Fuscus Salinator (juil. - déc.?) |
| Suff. | Aulus Ducenius Geminus (sept. - oct.) (ou en 60), Lucius Iunius Quintus Vibius Crispus I (juil. - août) (ou en 62)                                             | |
| 62    | Publius Marius (janv. - juin?) | Lucius Asinius Gallus (janv. - juin?) |
| Suff. | Quintus Manlius Ancharius Tarquitius Saturninus (juil. - août?)                                                                                                | Publius Petronius Niger (juil. - août?) |
| Suff. | Titus Clodius Eprius Marcellus (sept?. - déc.) | Caius Iunius Marullus (sept.? - déc.) |
| 63    | Caius Memmius Regulus (janv. - juin) | Lucius Verginius Rufus I (janv. - juin) |
| Suff. | Caius Licinius Mucianus (? juil. - sept./) (ou en 64) | Quintus Fabius Barbarus Antonius Macer (? juil. - oct. ?) (ou en 64)                                                                                           |
| 64    | Caius Laecanius Bassus (janv. - juin) | Marcus Licinius Crassus Frugi (janv. - juin) |
| Suff. | Caius Licinius Mucianus (juil. - oct.), Quintus Fabius Barbarus Antonius Macer (? juil. - oct. ?), (ou en 63)                                                  | Caius Licinius Mucianus (juil. - oct.), Quintus Fabius Barbarus Antonius Macer (? juil. - oct. ?), (ou en 63)                                                  |
| 65    | Aulus Licinius Nerva Silianus (janv. - juin) | Marcus Iulius Vestinus Atticus (janv. - avr.) |
| Suff. | | Publius Pasidienus Firmus (mai - juin) |
| Suff. | Caius Pomponius Pius (juil.? - août/) | Caius Anicius Cerialis (juil.? - août/) |
| 66    | Caius Luccius Telesinus (janv. - juin ?) | Caius Suetonius Paulinus (janv. - juin ?) |
| Suff. | Marcus Annius Afrinus (juil. - août) | Caius Paccius Africanus (juil. - août) |
| Suff. | Marcus Arruntius Aquila (sept. - déc.) | Marcus Vettius Bolanus (sept. - déc.) |
| 67    | Lucius Iulius Rufus (janv. - juin) | Fonteius Capito (janv. - févr.) |
| Suff. | | Lucius Aurelius Priscus (avril? - juin) |
| Suff. | Appius Annius Gallus (juil. - déc.) | Lucius Verulanus Severus (juil. - déc.) |
| 68    | Tiberius Catius Asconius Silius (janv. - mars ?) | Publius Galerius Trachalus (janv. - mars ?) |
| Suff. | Imperator Nero Claudius Caesar Augustus Germanicus V (avr. ? - juin)                                                                                           | Caius Luccius Telesinus II (juin?) |
| Suff. | Caius Bellicus Natalis (sept?. - déc.) | Publius Cornelius Scipio Asiaticus (sept.? - déc.) |
| 69    | Servius Galba Caesar Augustus II (1er - 15 janv.) | Titus Vinius (1er - 15 janv.) |
| Suff. | Marcus Otho Caesar Augustus (22 janv. - févr.) | Lucius Salvius Otho Titianus II (22 janv. - févr.) |
| Suff. | Lucius Verginius Rufus II (mars - 22 avril) | Lucius Pompeius Vopiscus (mars - 22 avril) |
| Suff. | Cnaeus Arulenus Caelius Sabinus (mai - juin) | Titus Flavius Sabinus (mai - juin) |
| Suff. | Cnaeus Arrius Antoninus (juil. - août) | Aulus Marius Celsus (juil. - août) |
| Suff. | Fabius Valens (sept. - oct.) | Aulus Caecina Alienus (sept. - 30 oct.) |
| Suff. | Fabius Valens (sept. - oct.) | Rosius Regulus (31 oct.) |
| Suff. | Cnaeus Caecilius Simplex (nov. - déc.) | Caius Quintius Atticus (nov. - déc.) |
| 70    | Caesar Vespasianus Augustus II (janv. - juin) | Titus Caesar Vespasianus I (janv. - juin) |
| Suff. | Caius Licinius Mucianus II (juil. - août) | Quintus Petilius Cerialis (juil. - août) |
| Suff. | Marcus Ulpius Traianus (sept. - oct.) | Quintus Iulius Cordinus Caius Rutilius Gallicus? |
| Suff. | Lucius Annius Bassus (nov.? - déc.) | Caius Laecanius Bassus (nov.? - déc.) |
| 71    | Caesar Vespasianus Augustus III (janv. - févr.) | Marcus Cocceius Nerva I (janv. - févr.) |
| Suff. | Caesar Domitianus I (avril? - juin?) | Cnaeus Pedius Cascus (avril?) |
| Suff. | Caesar Domitianus I (avril? - juin?) | Caius Calpetanus Rantius Quirinalis Valerius Festus (mai? - juin?)                                                                                             |
| Suff. | Lucius Flavius Cimbria (juil.?) | Caius Atilius Barbarus ? (juil.?) |
| Suff. | Cnaeus Pompeius Collega (nov.) | Quintus Julius Cordus (nov.) |
| 72    | Caesar Vespasianus Augustus IV (janv. - avril) | Titus Caesar Vespasianus II (janv. - avril) |
| Suff. | Caius Licinius Mucianus III (? - mai) | Titus Flavius Sabinus II (? - mai) |
| Suff. | Caius Rutilius Gallicus (ou en 70) | (inconnue) |
| Suff. | Sextus Marius Priscus (? - déc.) | Cnaeus Pinanius Aemilius Cicatricula (? - déc.) |
| 73    | Caesar Domitianus II (janv. - avril) | Lucius Valerius Catullus Messallinus (janv. - avril) |
| Suff. | Lucius Aelius Oculatus ? (mai - juin) | Quintus Gavius Atticus ? (mai - juin) |
|       | Lucius Aelius Oculatus ? (mai - juin) | (...)m(...) (juil. - ?) |
|       | Marcus Arrecinus Clemens (juil. - ?) | |
| Suff. | Sextus Iulius Frontinus I ? | |
| 74    | Caesar Vespasianus Augustus V (1 à 15 Janv.) | Titus Caesar Vespasianus III (janv. - 15 Mai) |
| Suff. | Tiberius Plautius Silvanus Aelianus II (15 janv. - mars) | |
| Suff. | Lucius Junius Quintus Vibius Crispus II (15 mars - mai) | |
| Suff. | Quintus Petillius Cerialis Caesius Rufus II (15 mai - juin) | Titus Clodius Eprius Marcellus II (15 mai - juin) |
| Suff. | (...)on(...) (juil.) | (inconnue) (juil.) |
| Suff. | Caius Pomponius (sept.? - déc.) | Lucius Manlius Patruinus (sept.? - déc.) |
| Suff. | ... Aulus Didius Gallus Fabricius Veiento I (juil. - août)?, Lucius Iunius Quintus Vibius Crispus II, Cnaeus Domitius Tullus I, Sextus Iulius Frontinus I, ... | ... Aulus Didius Gallus Fabricius Veiento I (juil. - août)?, Lucius Iunius Quintus Vibius Crispus II, Cnaeus Domitius Tullus I, Sextus Iulius Frontinus I, ... |
| 75    | Caesar Vespasianus Augustus VI (janv. - févr.?) | Titus Caesar Vespasianus IV (janv. - févr.?) |
| Suff. | Caesar Domitianus III (mars? - avril?) | Lucius Pasidienus Firmus (mars? - avril?) |
| Suff. | Caius Pomponius, Lucius Manlius Patruinus, Publius Calvisius Sabinus Pomponius Secundus II                                                                     | |
| 76    | Caesar Vespasianus Augustus VII | Titus Caesar Vespasianus V |
| Suff. | Caesar Domitianus IV | (inconnue) |
| Suff. | Tampius Flavianus II | Marcus Pompeius Silvanus Staberius Flavianus II |
| Suff. | Galeo Tettienus Petronianus (? - déc.) | Marcus Fulvius Gillo (? - déc.) |
| 77    | Caesar Vespasianus Augustus VIII | Titus Caesar Vespasianus VI* |
| Suff. | Caesar Domitianus V | (inconnue) |
| Suff. | Quintus Pompeius Vopiscus (sept.?) | Marcus Arruntius Aquila (sept.?) |
| Suff. | Cnaeus Iulius Agricola (nov.?) | (inconnue) |
| 78    | Decimus Iunius Novius Priscus | Lucius Ceionius Commodus |
| Suff. | (Quintus Articuleius) Paetus I (mai?) | Sextus Vitulasius Nepos (mai?) |
| Suff. | Quintus Corellius Rufus (sept.?) | Lucius Funisulanus Vettonianus (sept.?) |
| 79    | Caesar Vespasianus Augustus IX | Titus Caesar Vespasianus VII |
| Suff. | Caesar Domitianus VI (févr.?) | (inconnue) |
| Suff. | Lucius Iunius Caesennius Paetus II (mars - mai?) | Publius Calvisius Ruso (mars - mai?) |
| Suff. | Titus Rubrius Aelius Nepos (sept.?) | Marcus Arrius Flaccus (sept.?) |
| 80    | Titus Caesar Augustus VIII (1er - 13 janv.) | Caesar Domitianus VII (1er - 13 janv.) |
| Suff. | Aulus Didius Gallus Fabricius Veiento II (14 janv. - 11 févr.)                                                                                                 | Lucius Aelius Lamia Plautius Aelianus (14 janv. - juin) |
| Suff. | Quintus Aurelius Pactumeius Fronto (mars? - mai?) | Lucius Aelius Lamia Plautius Aelianus (14 janv. - juin) |
| Suff. | Caius Marius Marcellus Octavius (mai? - juin) | Lucius Aelius Lamia Plautius Aelianus (14 janv. - juin) |
| Suff. | (inconnue) (juil.) | Quintus Pompeius Trio (juil.) |
| Suff. | Lucius Acilius Strabo (sept.?) | Sextus Neranius Capito (sept.?) |
| Suff. | Marcus Tittius Frugi (nov.?) | Titus Vinicius Iulianus (nov.?) |
| 81    | Lucius Flavius Silva (janv. - févr.) | Marcus Asinius Pollio Verrucosus (janv. - févr.) |
| Suff. | Marcus Roscius Coelius (mars?) | Caius Iulius Iuvenalis (mars?) |
| Suff. | Lucius Vettius Paullus (mai?) | Titus Iunius Montanus (mai?) |
| Suff. | Caius Scoedius Natta Pinarianus (juil. - août) | Titus Tettienus Serenus (juil. - août) |
| Suff. | Marcus Petronius Umbrinus (sept.? - oct.?) | Lucius Carminius Lusitanicus (sept.? - oct.?) |
| Suff. | Titus Turpilius Dexter (nov. - déc.?) | Marcus Maecius Rufus (nov. - déc.?) |
| 82    | Caesar Domitianus Augustus VIII (janv.) | Titus Flavius Sabinus (janv.) |
| Suff. | (Servaeus In)noc(ens) (févr.?) | Lucius Salvius Otho Cocceianus (févr.?) |
| Suff. | (...)an(us) (mars?) | Manius Acilius Aviola (mars?) |
| Suff. | (? C. Arinius) Modestus (avril?) | (inconnue) (avril?) |
| Suff. | (inconnue) (mai?) | (inconnue) (mai?) |
| Suff. | Publius Valerius Patriunus (juil. - ?) | Lucius Antonius Saturninus (juil. - ?) |
| Suff. | Marcus Larcius Magnus Pompeius Silo (sept.) | Titus Aurelius Quietus (sept.), |
| Suff. | (inconnue) (nov.?) | (inconnue) (nov.?) |
| 83    | Caesar Domitianus Augustus IX (janv.) | Quintus Petillius Rufus (janv.) |
| Suff. | Aulus Didius Gallus Fabricius Veiento III (févr.?) | Lucius Iunius Quintus Vibius Crispus III (févr.?) |
| Suff. | Marcus Arrecinus Clemens (mars?) | Lucius Baebius Honoratus (mars?) |
| Suff. | Lucius Tettius Iulianus (mai?) | Terentius Strabo Erucius Homullus (mai?) |
| Suff. | Sextus Carminius Vetus (sept.?) | Marcus Cornelius Nigrinus Curiatius Maternus (sept.?) |
| Suff. | (inconnue) (nov.?) | (inconnue) (nov.?) |
| 84    | Caesar Domitianus Augustus X (janv. - mars?) | Caius Oppius Sabinus (janv. - mars?) |
| Suff. | Caius Fisius Sabinus (avril?) | Marcus Annius Messalla (avril?) |
| Suff. | (inconnue) (juil.?) | Lucius Iulius Ursus I (juil.? - ?) |
| Suff. | Caius Tullius Capito (sept.? - ?) | Caius Cornelius Gallicanus (sept.? - ?) |
| Suff. | (inconnue) (nov.?) | (Publius Glitius?) Gallus (nov.?) |
| Suff. | ..., Publius Calvisius Ruso Iulius Frontinus ?, Marius Priscus (ou l'année suivante), Cnaeus Pedanius Fuscus Salinator...                                      | ..., Publius Calvisius Ruso Iulius Frontinus ?, Marius Priscus (ou l'année suivante), Cnaeus Pedanius Fuscus Salinator...                                      |
| 85    | Caesar Domitianus Augustus XI (janv. - févr.?) | Titus Aurelius Fulvus II (janv. - févr.?) |
| Suff. | Caius Rutilius Gallicus II (mars? - avril?) | Lucius Valerius Catullus Messallinus II (mars? - avr.?) |
| Suff. | Lucius Aelius Oculatus (mai? - juin?) | Quintus Gavius Atticus (mai? - juin?) |
| Suff. | Publius Herrenius Pollio (juil.? - août?) | Marcus Annius Herrenius Pollio (juil.? - août?) |
| Suff. | Decimus Aburius Bassus (sept.? - oct.?) | Quintus Iulius Balbus (sept.? - oct.?) |
| Suff. | Caius Salvius Liberalis Nonius Bassus (nov.? - déc.?) | [...] Orestes (nov.? - déc.?) |
| 86    | Caesar Domitianus Augustus XII (janv.) | Servius Cornelius Dolabella Petronianus (janv. - avr.) |
| Suff. | Caius Secius Campanus (15 janv. - févr.) | |
| Suff. | (inconnue) (mars?) | Quintus Vibius Secundus (mars? - avr.?) |
| Suff. | Sextus Octavius Fronto (mai - ?) | Tiberius Iulius Candidus I (mai - ?) |
| Suff. | Aulus Bucius Lappius Maximus (sept. - ?) | Lucius Iavolenus Priscus (sept. - ?), |
| 87    | Caesar Domitianus Augustus XIII (janv.) | Lucius Volusius Saturninus (janv. - avr.) |
| Suff. | Calpurnius Piso Crassus Frugi Licinianus (15 janv. - avr.?) | |
| Suff. | Caius Ducenius Proculus (mai - août) | Caius Bellicus Natalis Trebanianus (mai - août) |
| Suff. | Caius Cilnius Proculus (sept. - déc.) | Lucius Neratius Priscus (sept. - déc.) |
| 88    | Caesar Domitianus Augustus XIV (janv.) | Lucius Minicius Rufus (janv. - avr.) |
| Suff. | Decimus Plotius Grypus (15 janv. - avr.) | |
| Suff. | Quintus Ninnius Hasta (mai - août) | Libo Rupilius Frugi (mai - août) |
| Suff. | Manius Otacilius Catulus (sept. - déc.) | Sextus Iulius Sparsus (sept. - déc.) |
| 89    | Titus Aurelius Fulvus (janv. - avr.) | Marcus Asinius Atratinus (janv. - avr.) |
| Suff. | Publius Sallustius Blaesus (mai - août) | Marcus Peducaeus Saenianus (mai - août) |
| Suff. | Aulus Vicirius Proculus (sept. - déc.) | Manius Laberius Maximus I (sept. - déc.) |
| 90    | Caesar Domitianus Augustus XV (janv.) | Marcus Cocceius Nerva II (janv. - ?) |
| Suff. | Lucius Cornelius Pusio Annius Messala (janv. - ?) | |
| Suff. | Lucius Antistius Rusticus (mars - ?) | Lucius Iulius Ursus Servianus I |
| Suff. | Quintus Accaeus Rufus (mai - ?) | Caius Caristanius Fronto |
| Suff. | Publius Baebius Italicus (juil. - ?) | Caius Aquillius Proculus |
| Suff. | Lucius Albius Pullaienus Pollio (sept. - ?) | Cnaeus Pinarius Aemilius |
| Suff. | Marcus Tullius Cerialis (nov. - ?) | Cnaeus Pompeius Catullinus |
| 91    | Manius Acilius Glabrio (janv. - avril) | Marcus Ulpius Traianus I (janv. - avril) |
| Suff. | Cnaeus Minicius Faustinus (mai - juil.?) | Publius Valerius Marinus (mai - juil.?) |
| Suff. | Quintus Valerius Vegetus (sept. - déc.?) | Publius Metilius Sabinus Nepos (sept. - déc.?) |
| 92    | Caesar Domitianus Augustus XVI (1er à 15 janv.) | Quintus Volusius Saturninus (janv. - avril) |
| Suff. | Lucius Venuleius Montanus Apronianus (15 janv. - avril.) | |
| Suff. | Lucius Stertinius Avitus (mai - août?) | Tiberius Iulius Celsus Polemaeaus (mai - août?) |
| Suff. | Caius Iulius Silanus (sept. - déc.) | Quintus Iunius Arulenus Rusticus (sept. - déc.) |
| 93    | Sextus Pompeius Collega (janv. - avril) | Quintus Peducaeus Priscinus (janv. - avril) |
| Suff. | Titus Avidius Quietus (mai - ?) | Sextus Lusianus Proculus (mai - ?) |
| Suff. | Caius Cornelius Rarus (sept. - ?) | (Tuccius Ceria)lis (sept. - ?) |
| Suff. | Lucius Iulius Marinus, Lucius Dasumius Hadrianus, ... | |
| 94    | Lucius Nonius Calpurnius Torquatus I (janv. - avr.) | Titus Sextius Magius Lateranus (janv. - avr.) |
| Suff. | Marcus Lollius Paullinus I (mai. - août?) | Aulus Iulius Quadratus I (mai. - août?) |
| Suff. | Lucius Silius Decianus (sept. - déc.) | Titus Pomponius Bassus (sept. - déc.) |
| 95    | Caesar Domitianus Augustus XVII (janv.) | Titus Flavius Clemens (janv. - avr.) |
| Suff. | Lucius Neratius Marcellus I (janv. - avr.?) | |
| Suff. | Aulus Bucius Lappius Maximus II (mai - août?) | Publius Ducenius Verus (mai - août?) |
| Suff. | Quintus Pomponius Rufus (sept. - déc.?) | Lucius Baebius Tullus (sept. - déc.?) |
| 96    | Caius Manlius Valens (janv. - avr.) | Caius Antistius Vetus (janv. - avr.) |
| Suff. | Quintus Fabius Postuminus (mai - août) | Titus Prifernius Paetus (mai - août) |
| Suff. | Ti. Catius Caesius Fronto (sept. - déc.) | M. Calpurnius [...]icus (sept. - déc.) |
| 97    | Caesar Nerva Augustus III (janv. - févr.) | Lucius Verginius Rufus III (janv. - févr.) |
| Suff. | Cnaeus Arrius Antoninus II (mars - avr.) | Lucius Calpurnius Piso (mars - avr.) |
| Suff. | Marcus Annius Verus I (mai - juin) | Lucius Neratius Priscus (mai - juin) |
| Suff. | Lucius Domitius Apollinaris (juil. - août) | Sextus Hermentidius Campanus (juil. - août) |
| Suff. | Lucius Pomponius Maternus (sept. - oct.) | Quintus Glitius Atilius Agricola I (sept. - oct.) |
| Suff. | Publius Cornelius Tacitus (nov. - déc.) | Marcus Ostorius Scapula (nov. - déc.) |
| 98    | Caesar Nerva Augustus IV (1er - 12 janv.) | Caesar Nerva Traianus II (janv. - juin) |
| Suff. | Cnaeus Domitius Tullus II (13 - 31 janv.) | |
| Suff. | Sextus Iulius Frontinus II (févr.) | |
| Suff. | Lucius Iulius Ursus II (mars) | |
| Suff. | Titus Vestricius Spurinna (avr.) | |
| Suff. | Caius Pomponius Rufus (mai - juin) | |
| Suff. | Aulus Vicirius Martialis (juil. - août) | Lucius Maecius Postumus (juil. - août) |
| Suff. | Caius Pomponius Rufus Acilius (sept. - oct.) | Cnaeus Pompeius Ferox Licinianus (sept. - oct.) |
| Suff. | Quintus Fulvius Gillo (nov. - déc.) | Publius Iulius Lupus (nov. - déc.) |
| 99    | Aulus Cornelius Palma Frontonianus I | Quintus Sosius Senecio I |
| Suff. | Publius Sulpicius Lucretius Barda (avril ou mai?) | Senecio Memmius Afer (avril ou mai?) |
| Suff. | Quintus Fabius Barbarus Valerius Magnus Iulianus | Aulus Caecilius Faustinus |
| Suff. | Tiberius Iulius Ferox | (inconnu) |
| 100   | Caesar Nerva Traianus Augustus III (janv. - 15 janv.) | Sextus Iulius Frontinus III (janv. - févr.) |
| Suff. | Lucius Iulius Ursus III (15 janv.) | |
| Suff. | Marcus Marcius Macer (mars) | Caius Cilnius Proculus (mars) |
| Suff. | Lucius Herennius Saturninus (may) | Pomponius Mamilianus (may) |
| Suff. | Quintus Acutius Nerva (juil.) | Lucius Fabius Tuscus (juil.) |
| Suff. | Caius Plinius Caecilius Secundus (sept.) | Caius Iulius Cornutus Tertullus (sept.) |
| Suff. | Lucius Roscius Aelianus Maecius Celer (nov.) | Tiberius Claudius Sacredos Iulianus (nov.) |

### IIesiècle
| An    | Consuls (éponymes ou ordinaires sur la première ligne, suffects sur la deuxième) | Consuls (éponymes ou ordinaires sur la première ligne, suffects sur la deuxième) |  |
| 101   | Caesar Nerva Traianus Augustus IV (janv.)                                        | Quintus Articuleius Paetus II (janv. - mars.)                                    |  |
| Suff. | Sextus Attius Suburanus Aemilianus I (févr. - mars)                              |                                                                                  |  |
| Suff. | Quintus Servaeus Innocens (avril - ?)                                            | Marcus Maecius Celer (avr. - ?), ...                                             |  |
| Suff. | (...)us Proculus (Mai? - Oct.?)                                                  | (inconnue)                                                                       |  |
| Suff. | Lucius Arruntius Stella (Oct.)                                                   | Lucius Iulius Marinus Caecilius Simplex (Oct.)                                   |  |
| 102   | Lucius Iulius Ursus Servianus II (Janv.-Avril)                                   | Lucius Licinius Sura II (janv. - févr.)                                          |  |
| Suff. |                                                                                  | Lucius Fabius Iustus (mars - avr.)                                               |  |
| Suff. | Titus Didius Secundus (mai- août)                                                | Lucius Publilius Celsus I (mai - ?)                                              |  |
| Suff. | Lucius Antonius Albus (sept. - déc.)                                             | Marcus Iunius Homullus (sept. - déc.)                                            |  |
| 103   | Caesar Nerva Traianus Augustus V (déb. janv.)                                    | Manius Laberius Maximus II (janv. - ?)                                           |  |
| Suff. | Quintus Glitius Atilius Agricola II (fin janv. -mars )                           |                                                                                  |  |
| Suff. | Publius Metilius Nepos (avril - juin)                                            | Quintus Baebius Macer                                                            |  |
| Suff. | Marcus Flavius Aper (juil.- sept.)                                               | Caius Trebonius Proculus                                                         |  |
| Suff. | (A)nnius Mela (oct.- déc.)                                                       | Publius Calpurnius Macer                                                         |  |
| 104   | Sextus Attius Suburanus Aemilianus II                                            | Marcus Asinius Marcellus                                                         |  |
| Suff. | Sextius Subrius Dexter Cornelius Priscus                                         | Cnaeus C(...)ius Paullus Caesonianus                                             |  |
| 105   | Tiberius Iulius Candidus II (janv. - avr.)                                       | Caius Antius Aulus Iulius II (janv. - avr.)                                      |  |
| Suff. | Caius Iulius Quadratus Bassus (mai - août)                                       | Cnaeus Afranius Dexter (mai - juin)                                              |  |
| Suff. | Quintus Caelius Honotatus (juil. - août)                                         |                                                                                  |  |
| Suff. | Marcus Vitorius Marcellus (sept. - déc.)                                         | Caius Caecilius Strabo (sept. - déc.)                                            |  |
| 106   | Lucius Ceionius Commodus                                                         | Sextus Vettulenus Civica Cerialis                                                |  |
| Suff. | Lucius Minicius Natalis                                                          | Quintus Licinius Silvanus Granianus                                              |  |
| 107   | Lucius Licinius Sura III (janv. - févr./avr.)                                    | Quintus Sosius Senecio II (janv. - févr./avr.)                                   |  |
| Suff. | Lucius Acilius Rufus (mars - avr.)                                               |                                                                                  |  |
| Suff. | Caius Minicius Fundanus (mai - août)                                             | Titus Vettennius Severus (mai - août)                                            |  |
| Suff. | Caius Iulius Longinus (sept. - déc.)                                             | Quintus Valerius Paullinus (sept. - déc.)                                        |  |
| 108   | Publius Annius Trebonius Gallus (janv. - avr.)                                   | Marcus Atilius Metilius Bradua (janv. - avr.)                                    |  |
| Suff. | Publius Aelius Hadrianus I (? - juin)                                            | Marcus Trebatius Priscus (? - juin)                                              |  |
| Suff. | Quintus Pompeius Falco (juil. - ?)                                               | Marcus Titius Lustricus Bruttianus (juil. - ?)                                   |  |
| 109   | Aulus Cornelius Palma Frontonianus II (janv. - févr.)                            | Publius Calvisius Tullus Ruso (janv. - avr.)                                     |  |
| Suff. | Lucius Annius Largus (mars - avr.)                                               |                                                                                  |  |
| Suff. | Cnaeus Antonius Fuscus (mai - août)                                              | Caius Iulius Antiochus Epiphanes Philopappus (mai - août)                        |  |
| Suff. | Caius Alburnius Valens (sept. - déc.)                                            | Caius Iulius Proculus (sept. - déc.)                                             |  |
| 110   | Marcus Peducaeus Priscinus (janv.-mars)                                          | Servius Cornelius Scipio                                                         |  |
| Suff. | Caius Avidius Nigrinus (avril-juin)                                              | Tiberius Iulius Aquila Polemaeanus                                               |  |
| Suff. | Lucius Catilius Severus Iulianus I (juil.-sept.)                                 | Caius Erucianus Silo                                                             |  |
| Suff. | Aulus Larcius Priscus (oct.- déc.)                                               | Sextus Marcius Honoratus                                                         |  |
| 111   | Caius Calpurnius Piso (janv. - avr. ?)                                           | Marcus Vettius Bolanus (janv. - avr. ?)                                          |  |
| Suff. | Titus Avidius Quietus (mai - août)                                               | Lucius Eggius Marullus (mai - août)                                              |  |
| Suff. | Lucius Octavius Crassus (sept. - déc.)                                           | Publius Coelius Apollinaris (sept. - déc.)                                       |  |
| 112   | Caesar Nerva Traianus Augustus VI (janv.)                                        | Titus Sextius Cornelius Africanus (janv. - mars)                                 |  |
| Suff. | (Marcus ?) Licinius Ruso (janv. - mars)                                          |                                                                                  |  |
| Suff. | Cnaeus Pinarius Cornelius Severus (avril-juin)                                   | Lucius Mummius Niger                                                             |  |
| Suff. | Publius Stertinius Quartus (juil.-sept.)                                         | Titus Iulius Maximus                                                             |  |
| Suff. | Caius Claudius Severus (oct.- déc.)                                              | Titus Settidius Firmus                                                           |  |
| 113   | Lucius Publilius Celsus II (janv.)                                               | Caius Clodius Crispinus (janv. - avr.)                                           |  |
| Suff. | Servius Cornelius Dolabella Metilianus Pompeius Marcellus (fev. - avr.)          |                                                                                  |  |
| Suff. | Lucius Stertinius Noricus (mai - août)                                           | Lucius Fadius Rufinus (mai - août)                                               |  |
| Suff. | Cnaeus Cornelius Urbicus (sept. - déc.)                                          | Titus Sempronius Rufus (sept. - déc.)                                            |  |
| 114   | Quintus Ninnius Hasta (janv.-avril)                                              | Publius Manilius Vopiscus Vicinillianus                                          |  |
| Suff. | Caius Clodius Nummus (Mai- août)                                                 | Lucius Caesennius Sospes                                                         |  |
| Suff. | Lucius Hedius Rufus Lollianus Atitus (sept. - déc.)                              | Lucius Messius Rusticus (sept. - déc.)                                           |  |
| 115   | Lucius Vipstanus Messalla (janv.- avril)                                         | Marcus Pedo Vergilianus (janv.)                                                  |  |
| Suff. | Lucius Iulius Frugi (mai- août)                                                  | Publius Iuventius Celsus                                                         |  |
| Suff. | Marcus Pompeius Macrinus Neos Theophanes (sept.- déc.)                           | Titus Vibius Varus                                                               |  |
| 116   | Lucius Fundanius Lamia Aelianus (janv.- mars)                                    | Sextus Carminius Vetus                                                           |  |
| Suff. | Tiberius Iulius Secundus (avril- juin)                                           | Marcus Egnatius Marcellinus                                                      |  |
| Suff. | Decimus Terentius Gentianus (juil.- sept.)                                       | Lucius Co(...)                                                                   |  |
| Suff. | Lucius Statius Aquila (oct.- déc.)                                               | Gaius Julius Alexander Berenicianus                                              |  |
| 117   | Quintus Aquilius Niger (janv.- mars)                                             | Marcus Rebilus Apronianus                                                        |  |
| Suff. | Lucius Cossonius Gallus (attester en août)                                       | Publius Afranius Flavianus                                                       |  |
| Suff. | Titus Statilius Maximus Severus Hadrianus                                        |                                                                                  |  |
| Suff. | Marcus Erucius Clarus (juil. - ?) (ou en 118)                                    | Tiberius Iulius Alexander Iulianus (juil. - ?) (ou en 118)                       |  |
| 118   | Caesar Traianus Hadrianus Augustus II (janv.- juin)                              | Cnaeus Pedanius Fuscus Salinator (janv. fév.)                                    |  |
| Suff. |                                                                                  | Bellicius Trebanianus (mars)                                                     |  |
| Suff. | Caius Ummidius Quadratus (mai)                                                   |                                                                                  |  |
| Suff. | Lucius Pomponius Bassus (juil.- août)                                            | Titus Sabinius Barbatus                                                          |  |
| Suff. | Caius Bruttius Praesens I (sept.- déc. ou juil.-oct. 119)                        |                                                                                  |  |
| 119   | Caesar Traianus Hadrianus Augustus III (janv.- avril)                            | Publius Dasumius Rusticus (janv.- févr.)                                         |  |
| Suff. |                                                                                  | Aulus Platorius Nepos (mars- avril)                                              |  |
| Suff. | Marcus Paccius Silvanus Quintus Coredius Gallus Gargilius (mai- juin)            | Quintus Vibius Gallus (mai - juin)                                               |  |
| Suff. | Caius Herrenius Capella (nov.- déc.)                                             | Lucius Coelius Rufus (nov. - déc.)                                               |  |
| 120   | Lucius Catilius Severus Iulianus II                                              | Titus Aurelius Fulvus Antoninus                                                  |  |
| Suff. | Caius Quinctius Certus Poblicius Marcellus (mai-juin)                            | Titus Rutilius Propinquus                                                        |  |
| Suff. | Caius Arminius Gallus (oct.)                                                     | Caius Atilius Serranus                                                           |  |
| 121   | Marcus Annius Verus II (janv.- fév.)                                             | Cnaeus Arrius Augur                                                              |  |
| Suff. | Marcus Herrenius Faustus (mars- avril)                                           | Quintus Pomponius Marcellus                                                      |  |
| Suff. | Titus Pomponius Antistianus Funisulanus Vettonianus (mai-juin)                   | Lucius Pomponius Silvanus                                                        |  |
| Suff. | Marcus Statorius Secundus (juil.- août)                                          | Lucius Sempronius Merula Auspitacus                                              |  |
| 122   | Manius Acilius Aviola                                                            | Lucius Corellius Neratius Pansa                                                  |  |
| Suff. | Titus Julius Candidus Capito                                                     | Lucius Vitrasius Flamininus                                                      |  |
| Suff. | Caius Trebius Maximus                                                            | Titus Calestrius Tiro Orbius Speratus                                            |  |
| 123   | Quintus Articuleius Paetinus                                                     | Lucius Venuleius Apronianus Octavius I                                           |  |
| Suff. | Titus Prifernius Geminus                                                         | Publius Metilius Secundus Nepos                                                  |  |
| Suff. | Titus Salvius Rufinus Minicius Opimianus                                         | Cnaeus Sentius Aburnianus                                                        |  |
| 124   | Manius Acilius Glabrio (janv. - avril)                                           | Caius Bellicius Flaccus Torquatus (janv. - avril)                                |  |
| Suff. | Aulus Larcius Macedo (mai - août)                                                | Publius Ducenius Verres (mai - août)                                             |  |
| Suff. | Caius Iulius Gallus (sept. - déc.)                                               | Caius Valerius Severus (sept. - déc.)                                            |  |
| 125   | Marcus Lollius Paullinus II                                                      | Lucius Epidius Titius Aquilinus                                                  |  |
| Suff. | Quintus Vetina Verus                                                             | Publius Lucius Cosconianus                                                       |  |
| 126   | Marcus Annius Verus III (janv. - févr.)                                          | Caius Eggius Ambibulus                                                           |  |
| Suff. | Lucius Valerius Propinquus                                                       |                                                                                  |  |
| Suff. | Lucius Cuspius Camerinus                                                         | Caius Saenius Severus                                                            |  |
| 127   | Titus Atilius Rufus Titianus II (janv. - mars)                                   | Marcus Gavius Squilla Gallicanus                                                 |  |
| Suff. | Publius Tullius Varo (avril)                                                     | Junius Paetus                                                                    |  |
| Suff. | Quintus Tineius Rufus (mai - sept.)                                              | Marcus Licinius Celer Nepos                                                      |  |
| Suff. | Lucius Aemilius Juncus (oct. - déc.)                                             | Sextus Iulius Severus                                                            |  |
| 128   | Lucius Nonius Calpurnius Torquatus II (janv.)                                    | Marcus Annius Libo (janv. - mars)                                                |  |
| Suff. | Lucius Caesennius Antoninus (févr. - mars)                                       | Quintus Pomponius Maternus (avril - juin)                                        |  |
| Suff. | Marcus Junius Mettius Rufus (avril. - juin)                                      |                                                                                  |  |
| Suff. | Lucius Valerius Flaccus (juil. - sept.)                                          | Marcus (Junius Homullus) (juil. - sept.)                                         |  |
| Suff. | Aulus Egrilius Plarianus (oct. - déc.)                                           | Quintus (Planius Sardus Varius Ambibulus) (oct. - déc.)                          |  |
| 129   | Publius Iuventius Celsus (janv. - ?)                                             | Lucius Neratius Marcellus II (janv. - févr.?)                                    |  |
| Suff. |                                                                                  | Quintus Iulius Balbus (mars. - ?)                                                |  |
| 130   | Quintus Fabius Catullinus (janv. - févr.)                                        | Marcus Flavius Aper (janv. - févr.)                                              |  |
| Suff. | Cassius Agrippa (mars. - ?)                                                      | Tiberius Claudius Quartinus (mars - ?)                                           |  |
| 131   | Sergius Octavius Laenas Pontianus (janv. - avril)                                | Marcus Antonius Rufinus (janv. - avril)                                          |  |
| Suff. | Lucius Fabius Gallus (mai - août)                                                | Quintus Fabius Julianus (mai - août)                                             |  |
| 132   | Caius Iunius Serius Augurinus (janv. - avril)                                    | Caius Trebius Sergianus (janv. - avril)                                          |  |
| Suff. | Caius Asilius Priscus (sept. - déc.)                                             | Aulus Cassius Arrianus (sept. - déc.)                                            |  |
| 133   | Marcus Antonius Hiberus (janv. - avril)                                          | Publius Mummius Sisenna (janv. - avril)                                          |  |
| Suff. | Quintus Flavius Tertullus (mai - août)                                           | Quintus Junius Rusticus I (mai - août)                                           |  |
| Suff. | Tiberius Claudius Atticus Herodes (sept. - déc.)                                 | Publius Sufenas Verus (sept. - déc.)                                             |  |
| 134   | Lucius Iulius Ursus Servianus III (janv. - mars)                                 | Titus Vibius Varus (janv. - avril)                                               |  |
| Suff. | Titus Haterius Nepos (avril - ?)                                                 |                                                                                  |  |
| Suff. | Publius Licinius Pansa (sept. - déc.)                                            | Lucius Attius Macro (sept. - déc.)                                               |  |
| 135   | Titus Tutilius Lupercus Pontianus (janv. - avril)                                | Publius Calpurnius Atilianus (janv. - avril)                                     |  |
| Suff. | Marcus Aemilius Papus (mai - août)                                               | Lucius Burbuleius Optatus Ligarianus (mai - août)                                |  |
| Suff. | Publius Rutilius Fabianus (sept. déc.)                                           | Cnaeus Papirius Aelianus (sept. - déc.)                                          |  |
| 136   | Lucius Ceionius Commodus I                                                       | Sextus Vettulenus Civica Pompeianus                                              |  |
| Suff. |                                                                                  |                                                                                  |  |
| 137   | Lucius Aelius Caesar II                                                          | Publius Coelius Balbinus Vibullius                                               |  |
| Suff. |                                                                                  |                                                                                  |  |
| 138   | Kanus Iunius Niger (janv. - mars)                                                | Caius Pomponius Camerinus (janv. - mars)                                         |  |
| Suff. | Marcus Vindius Verus (avril - juin)                                              | Publius Pactumeius Clemens (avril - juin)                                        |  |
| Suff. | (inconnu) (juil. - sept.)                                                        | (inconnu) (juil. - sept.)                                                        |  |
| Suff. | Publius Cassius Secundus (oct. - déc.)                                           | Marcus Nonius Mucianus (oct. - déc.)                                             |  |
| 139   | Caesar Antoninus Augustus Pius II (janv. - avril)                                | Caius Bruttius Praesens II (janv. - avril)                                       |  |
| Suff. | (inconnue) (mai?)                                                                | (inconnue) (mai?)                                                                |  |
| Suff. | Lucius Minicius Natalis (juil.? - août)                                          | Lucius Claudius Proculus (juil.? - août)                                         |  |
| Suff. | (inconnue) (sept.? - oct.)                                                       | (Caius Iulius) Scapula (sept.? - oct.)                                           |  |
| Suff. | Marcus Ceccius Iustinus (nov. - déc.)                                            | Caius Iulius Bassus (nov. - déc.)                                                |  |
| 140   | Caesar Antoninus Augustus Pius III                                               | Marcus Aurelius Caesar                                                           |  |
| Suff. | Quintus Antonius Isauricus (mai - juin)                                          | Lucius Aurelius Flaccus (mai - juin)                                             |  |
| Suff. | (inconnue) (juil. - août)                                                        | (inconnue) (juil. - août)                                                        |  |
| Suff. | (inconnue) (sept. - oct.)                                                        | (inconnue) (sept. - oct.)                                                        |  |
| Suff. | Marcus Barbius Aemilianus (nov. - déc.)                                          | Titus Flavius Iulianus (nov. - déc.)                                             |  |
| 141   | Titus Hoenius Severus                                                            | Marcus Peducaeus Stolga Priscinus                                                |  |
| Suff. | (inconnue) (mars)                                                                | (inconnue) (mars)                                                                |  |
| Suff. | Caius Iulius Pisibanus (mai)                                                     | (Larcius) Lepidus (mai)                                                          |  |
| Suff. | (inconnue) (juil.)                                                               | (inconnue) (juil.)                                                               |  |
| Suff. | Titus Caesernius Statius (sept.)                                                 | (inconnue) (sept.)                                                               |  |
| Suff. | (Lucius Annius) Fabianus (nov.)                                                  | (inconnue) (nov.)                                                                |  |
| 142   | Lucius Cuspius Pactumeius Rufinus                                                | Lucius Statius Quadratus                                                         |  |
| Suff. | Lucius Granius Castus (Avril)                                                    | Tiberius Iunius Iulianus (Avril)                                                 |  |
| Suff. | Marcus Cornelius Fronto (juil.)                                                  | Caius Laberius Crispus (juil.)                                                   |  |
| Suff. | Lucius Tusidius Campester (sept.)                                                | Quintus Cornelius (sept.)                                                        |  |
| Suff. | Iulianus (nov.)                                                                  | Castus (nov.)                                                                    |  |
| 143   | Caius Bellicius Torquatus                                                        | Lucius Atticus Herodes                                                           |  |
| Suff. | (inconnue) (avril)                                                               | (inconnue) (avril)                                                               |  |
| Suff. | Quintus Iunius Calamus (juil. - août)                                            | Marcus Valerius Iunianus (juil. - août)                                          |  |
| Suff. | (inconnue) (oct?.)                                                               | (inconnue) (oct?.)                                                               |  |
| 144   | Lucius Hedius Rufus Lollianus (janv. - févr.)                                    | Titus Statilius Maximus (janv. - févr.)                                          |  |
| Suff. | Lucius Aemilius Clarus (mars)                                                    | Quintus Egrilius Plarianus (mars)                                                |  |
| Suff. | (...)us (juil.? - sept)                                                          | Quintus Laberius Licinianus (juil.? - sept.)                                     |  |
| Suff. | Lucius Marcius Celer (oct. - déc.)                                               | Decimus Velius Fidus (oct. - déc.)                                               |  |
| 145   | Caesar Antoninus Augustus Pius IV                                                | Marcus Aurelius Caesar                                                           |  |
| Suff. | Lucius Plautius Lamia Silvanus (mars? - avril)                                   | Poblicola Priscus (mars? - avril)                                                |  |
| Suff. | Cnaeus Arrius Cornelius Procolus (mai)                                           | Decimus Iunius (Paetus) (mai)                                                    |  |
| Suff. | Quintus Mustius Priscus (juil. - août)                                           | Marcus Pontius Laelianus (juil. - août)                                          |  |
| Suff. | Lucius Petronius Sabinus (sept. - oct.)                                          | Caius Vitrius Rufus (sept - oct.)                                                |  |
| Suff. | Caius Fadius Rufus (nov.)                                                        | Publius Vitrius (...) (nov.)                                                     |  |
| 146   | Sextus Erucius Clarus II                                                         | Cnaeus Claudius Severus Arabianus                                                |  |
| Suff. | Quintus Licinius Modestus Attius Labeo (mars?)                                   | Cnaeus Claudius Severus Arabianus                                                |  |
| Suff. | Publius Mummius Sisenna Rutilianus (mai - juin)                                  | Titus Prifernius Paetus Labeo (mai - juin)                                       |  |
| Suff. | Cnaeus Terentius Homullus Iunior (juil. - août)                                  | Lucius Aurelius Gallus (juil. - août)                                            |  |
| Suff. | Quintus Voconius Saxa Fidus (sept.)                                              | Annianus Verus (sept.)                                                           |  |
| Suff. | Lucius Aemilius Longus (nov.)                                                    | Quintus Cornelius Proculus (nov.)                                                |  |
| 147   | Caius Prastina Messalinus                                                        | Lucius Annius Largus                                                             |  |
| Suff. | Claudius Charax (avril)                                                          | Quintus Fuficius Cornutus (avril)                                                |  |
| Suff. | (...) Cupressenus Gallus (juil.)                                                 | Quintus Cornelius Quadratus (juil.)                                              |  |
| Suff. | Sextus Cocceius Severianus Honorinus (oct.)                                      | Tiberius Licinius Cassius Cassianus (oct.)                                       |  |
| Suff. | Sextus Cocceius Severianus Honorinus (oct.)                                      | Caius Popilius Carus Pedo (oct.)                                                 |  |
| 148   | Lucius Salvius Iulianus                                                          | Caius Bellicius Calpurnius Torquatus                                             |  |
| Suff. | (...)Satyrius Firmus (avril)                                                     | Caius Salvius Capito (avril)                                                     |  |
| Suff. | Lucius Coelius Festus (juil.)                                                    | Publius Orfidius Senecio (juil.)                                                 |  |
| Suff. | Caius Fabius Agrippinus (oct.?)                                                  | Marcus Antonius Zeno (oct.?)                                                     |  |
| 149   | Servius Cornelius Scipio                                                         | Quintus Pompeius Sosius Priscus                                                  |  |
| Suff. | (inconnue) (avril?)                                                              | (inconnue) (avril?)                                                              |  |
| Suff. | Quintus Passienus Licinus (juil.?)                                               | Caius Iulius Avitus (juil.?)                                                     |  |
| Suff. | (inconnue) (oct.?)                                                               | (inconnue) (oct.?)                                                               |  |
| 150   | Marcus Gavius Squilla Gallicanus                                                 | Sextus Carminius Vetus                                                           |  |
| Suff. | (...)mus (avril?)                                                                | Caius La(berius Priscus?) (avril?)                                               |  |
| Suff. | Marcus Cassius Apollinaris (juil.?)                                              | Marcus Petronius Mamertinus (juil.?)                                             |  |
| Suff. | (inconnue) (oct.?)                                                               | Lucius Novius Crispinus (oct.?) (ou oct. 151)                                    |  |
| 151   | Sextus Quintilius Condianus                                                      | Sextus Quintilius Valerius Maximus                                               |  |
| Suff. | (inconnue) (avril)                                                               | (inconnue) (avril)                                                               |  |
| Suff. | Marcus Cominius Secundus (juil.? - sept.)                                        | Lucius Attidius Cornelianus (juil.? - sept.)                                     |  |
| Suff. | Caius Curtius Iustus (oct.?)                                                     | Publius Iulius Nanto (oct.?)                                                     |  |
| 152   | Manius Acilius Glabrio                                                           | Marcus Valerius Homullus                                                         |  |
| Suff. | Publius Sufenas (Verus?) (avril)                                                 | Lucius Dasumius Tullius Tuscus (avril)                                           |  |
| Suff. | Caius Novius Priscus (juil. - sept.)                                             | Lucius Iulius Romulus (juil. - sept.)                                            |  |
| Suff. | Publius Cluvius Maximus Paulinus (oct.)                                          | Marcus Servilius Silanus (oct.)                                                  |  |
| 153   | Caius Bruttius Praesens I                                                        | Aulus Iunius Rufinus                                                             |  |
| Suff. | ((...) Max))imus (avril)                                                         | Marcus Pontius Sabinus (avril)                                                   |  |
| Suff. | Publius Septimius Aper (juil.)                                                   | Marcus Sedatius Severianus (juil.)                                               |  |
| Suff. | Caius Cattius Marcellus (oct. - déc.)                                            | Quintus Petiedius Gallus (oct. - déc.)                                           |  |
| 154   | Lucius Aelius Aurelius Commodus I                                                | Titus Sextius Lateranus                                                          |  |
| Suff. | Junius Paetus (avril - juin)                                                     | Marcus Nonius Macrinus                                                           |  |
| Suff. | (Marcus Valerius Etrus)cus (juil.)                                               | Lucius (...) (juil.)                                                             |  |
| Suff. | Tiberius Claudius Iulianus (sept.)                                               | Sextus Calpurnius Agricola (sept.)                                               |  |
| Suff. | Caius Iulius Statius Severus (nov. - déc.)                                       | Titus Iunius Severus (nov. - déc.)                                               |  |
| 155   | Caius Iulius Severus                                                             | Marcus Iunius Rufinus Sabinianus                                                 |  |
| Suff. | Caius Aufidius Victorinus (avril?)                                               | Marcus Gavius (...) (avril?)                                                     |  |
| Suff. | Antius Pollio (nov.)                                                             | Minicius Opimianus (nov.)                                                        |  |
| Suff. | (Decimus Rupilius) Severus (déc.)                                                | Lucius Iulius Titus Statilius Severus (déc.)                                     |  |
| 156   | Marcus Ceionius Silvanus                                                         | Caius Serius Augurinus                                                           |  |
| Suff. | Aulus Avilius Urinatius Quadratus (mars?)                                        | (...) Strabo Aemilianus (mars?)                                                  |  |
| Suff. | (inconnue) (mai?)                                                                | (inconnu) (mai?)                                                                 |  |
| Suff. | (inconnu) (juil.?)                                                               | (inconnu) (juil.?)                                                               |  |
| Suff. | (inconnu) (sept.?)                                                               | (inconnu) (sept.?)                                                               |  |
| Suff. | Quintus Canusius Praenestinus (nov. - déc.)                                      | Caius Lusius Sparsus (nov. - déc.)                                               |  |
| 157   | Marcus Vettulenus Civica Barbarus                                                | Marcus Metilius Aquillius Regulus                                                |  |
| Suff. | Lucius Roscius Aelianus Paculus (avril)                                          | Cnaeus Papirius Aelianus (avril)                                                 |  |
| Suff. | Caius Iulius Commodus Orfitianus (juil.? - sept.)                                | Caius Caelius Secundus (juil.? - sept.)                                          |  |
| Suff. | Quintus Virius Larcius Sulpicius (...) (oct. - ?)                                | Quintus (...)inus (oct. - ?)                                                     |  |
| Suff. | Quintus Canusius Praenestinus (? - déc.)                                         | Caius Lusius Sparsus (? - déc.)                                                  |  |
| 158   | Sextus Sulpicius Tertullus                                                       | Quintus Tineius Sacerdos Clemens                                                 |  |
| Suff. | (inconnu) (avril?)                                                               | (inconnu) (avril?)                                                               |  |
| Suff. | Marcus Servilius Fabianus Maximus (juil.?)                                       | Iallius Bassus (juil.?)                                                          |  |
| Suff. | Quintus Pomponius Musa (sept.? - déc.)                                           | Lucius Cassius Iuvenalis (sept.? - déc.)                                         |  |
| 159   | Plautius Quintillus (janv. - mars)                                               | Marcus Statius Priscus (janv. - mars)                                            |  |
| Suff. | Marcus Pisibanius Lepidus (avril. - juin)                                        | Lucius Matuccius Fuscinus (avril - juin)                                         |  |
| Suff. | Publius Cornelius Dexter (juil. - sept.)                                         | (inconnu)                                                                        |  |
| Suff. | Aulus Curtius Crispinus (oct.)                                                   | (inconnu)                                                                        |  |
| 160   | Appius Annius Atilius Bradua (janv. - févr.)                                     | Titus Clodius Vibius Varus (janv. - févr.)                                       |  |
| Suff. | Aulus Platorius Nepos Calpurnianus (mars - avril?)                               | Marcus Postumius Festus (mars - avril?)                                          |  |
| Suff. | [Caius Septimius S]everus (mai?)                                                 | (...) Flavus (mai?)                                                              |  |
| Suff. | Caius Prastina Pacatus (juil.?)                                                  | Marcus Censorius Paullus (juil.?)                                                |  |
| Suff. | Tiberius Oclatius Severus (oct.?)                                                | [Quintus?] Ninnius Hastianus (oct.?)                                             |  |
| Suff. | [(...)Novius Sabinianus (déc.)                                                   |                                                                                  |  |
| 161   | Marcus Aurelius Caesar III (janv.)                                               | Lucius Aelius Aurelius Commodus II (janv.)                                       |  |
| Suff. | Marcus Annius Libo (févr. - avril?)                                              | Quintus Camurius Numisius Iunior (févr. - avril?)                                |  |
| Suff. | Julius Geminus Capellianus (oct.? - ?)                                           | Titus Flavius Boethus (oct.? - ?)                                                |  |
| 162   | Quintus Iunius Rusticus II                                                       | Lucius Titius Plautius Aquilinus                                                 |  |
| Suff. | Tiberius Claudius Paullinus (août ?- ?)                                          | Tiberius Claudius Pompeianus (août? -?)                                          |  |
| Suff. | Decimus Fonteius Fronteianus Lucius Stertinius Rufus                             | (inconnu)                                                                        |  |
| Suff. | Marcus Instheius Bithynicus                                                      | (inconnu)                                                                        |  |
| 163   | Marcus Pontius Laelianus                                                         | Aulus Junius Pastor                                                              |  |
| 164   | Marcus Pompeius Macrinus                                                         | Publius Iuventius Celsus                                                         |  |
| Suff. | Tiberius Haterius Saturninus (... juil.)                                         | Quintus Caecilius Avitus (... juil.)                                             |  |
| 165   | Marcus Gavius Orfitus                                                            | Lucius Arrius Pudens                                                             |  |
| 166   | Quintus Servilius Pudens                                                         | Lucius Fufidius Pollio                                                           |  |
| Suff. | Marcus Vibius Liberalis (...mars)                                                | Publius Martius Verus (...mars)                                                  |  |
| 167   | Caesar Aurelius Verus Augustus III                                               | Marcus Ummidius Quadratus Annianus                                               |  |
| Suff. | Lucius Sempronius Gracchus                                                       |                                                                                  |  |
| 168   | Lucius Venuleius Apronianus Octavius II                                          | Lucius Sergius Paullus II                                                        |  |
| 169   | Quintus Pompeius Senecio Sosius                                                  | Publius Coelius Apollinaris                                                      |  |
| 170   | Caius Erucius Clarus                                                             | Marcus Gavius Cornelius Cethegus                                                 |  |
| 171   | Titus Statilius Severus                                                          | Lucius Alfidius Herennianus                                                      |  |
| 172   | Servius Calpurnius Scipio Orfitus                                                | Sextus Quintilius Maximus                                                        |  |
| 173   | Cnaeus Claudius Severus II                                                       | Tiberius Claudius Pompeianus II                                                  |  |
| Suff. | Manius Acilius Glabrio I                                                         |                                                                                  |  |
| 174   | Lucius Aurelius Gallus                                                           | Quintus Volusius Flaccus Cornelianus                                             |  |
| 175   | Lucius Calpurnius Piso                                                           | Publius Salvius Iulianus                                                         |  |
| Suff. | Publius Helvius Pertinax                                                         | Marcus Didius Severus Julianus                                                   |  |
| 176   | Titus Pomponius Proculus Vitrasius II                                            | Marcus Flavius Aper II                                                           |  |
| 177   | Lucius Aurelius Commodus Caesar I                                                | Marcus Peducaeus Plautius Quintillus                                             |  |
| 178   | Servius Cornelius Scipio Salvidienus Orfitus                                     | Decimus Velius Rufus                                                             |  |
| 179   | Caesar Aurelius Commodus Augustus II                                             | Publius Martius Verus                                                            |  |
| Suff. | Titus Flavius Claudianus (? - mars)                                              | Lucius Aemilius Iuncus                                                           |  |
| Suff. | Manius Acilius Faustinus (avril - ?)                                             | Lucius Julius Proculianus                                                        |  |
| 180   | Caius Bruttius Praesens II                                                       | Sextus Quintilius Condianus                                                      |  |
| 181   | Caesar Aurelius Commodus Augustus III                                            | Lucius Antistius Burrus                                                          |  |
| 182   | Marcus Petronius Sura Mamertinus                                                 | Quintus Tinneius Rufus                                                           |  |
| 183   | Caesar Aurelius Commodus Augustus IV                                             | Caius Aufidius Victorinus II                                                     |  |
| Suff. | Lucius Tutilius Pontianus Gentianus (févr. - ?)                                  | (inconnue)                                                                       |  |
| Suff. | Marcus Herennius Secundus (mai - ?)                                              | Marcus Egnatius Postumus                                                         |  |
| Suff. | Titus Pactumeius Magnus (juin? - ?)                                              | Lucius Septimius Flaccus                                                         |  |
| 184   | Lucius Cossonius Eggius Marullus                                                 | Cnaeus Papirius Aelianus                                                         |  |
| Suff. | Caius Octavius Vindex (mai)                                                      | Cassius Apronianus                                                               |  |
| 185   | Triarius Maternus Lascivius                                                      | Tiberius Claudius Bradua                                                         |  |
| 186   | Caesar Commodus Antoninus Augustus V                                             | Manius Acilius Glabrio II                                                        |  |
| Suff. | Lucius Novius Rufus (mai)                                                        | Lucius Annius Ravus                                                              |  |
| Suff. | Caius Sabucius Maior Caecilianus (nov.? - déc.)                                  | Valerius Senecio (nov.? - déc.)                                                  |  |
| 187   | Lucius Bruttius Quintius Crispinus                                               | Lucius Roscius Aelianus Paculus                                                  |  |
| 188   | Publius Seius Fuscianus II                                                       | Marcus Servilius Silanus II                                                      |  |
| 189   | Dulius Silanus                                                                   | Quintus Servilius Silanus                                                        |  |
| 190   | Caesar Commodus Antoninus Augustus VI                                            | Marcus Petronius Sura Septimianus                                                |  |
| 191   | Popilius Pedo Apronianus                                                         | Marcus Valerius Bradua Mauricus                                                  |  |
| 192   | Caesar Commodus Antoninus Augustus VII                                           | Publius Helvius Pertinax II                                                      |  |
|       |                                                                                  |                                                                                  |  |